# Ampelocissus divaricata
Ampelocissus divaricata là một loài thực vật hai lá mầm trong họ Nho. Loài này được (Wall. ex M.A.Lawson) Planch. miêu tả khoa học đầu tiên năm 1884.